# Jacoby Jones
Jacoby Rashi'd Jones (Nueva Orleans, Luisiana, 11 de julio de 1984-Houston, 14 de julio de 2024) fue un jugador estadounidense de fútbol americano que jugaba en la posición de receptor abierto y fue especialista en devoluciones para el Monterrey Steel de la National Arena League (NAL). Jugó al fútbol americano universitario en Universidad Lane, y fue reclutado por los Houston Texans en la tercera ronda del Draft de la NFL de 2007. Jones jugó para los Baltimore Ravens de 2012 a 2014, y fue seleccionado para el Pro Bowl en 2012. 
Jones es conocido por dos de las jugadas más memorables en los playoffs de la NFL 2012 como miembro de los Ravens: coger un pase de touchdown de 70 yardas en los segundos finales de la regulación en el juego de playoffs de la División AFC contra los Denver Broncos, ayudó a llevar a los Ravens a una eventual victoria de 38-35 horas extras; y un retorno de 109 yardas para un touchdown en el Super Bowl XLVII contra los San Francisco 49ers, el juego más largo en la historia del Super Bowl. Jones también jugó para los San Diego Chargers y los Pittsburgh Steelers en 2015.

## Primeros años
Jones vivió en Nueva Orleans Este. Jones asistió a la Escuela Secundaria St. Augustine y la Escuela Secundaria Marion Abramson en Nueva Orleans, Louisiana. Como estudiante de segundo año en St. Augustine aprendió que la escuela lo consideraba demasiado pequeño para jugar en el equipo de fútbol. Allen Woods, su padrino y el subdirector de Abramson, le aconsejaron que se trasladara a esa escuela. En Abramson, él fue un letterman en fútbol, baloncesto, y pista. En baloncesto, fue una selección All-Metropolitan y una selección All-Area. En pista, fue una selección All-Metropolitan y una selección All-Area, con un mejor personal de 10.28 segundos en los 100 metros y 21.3 segundos en los 200 metros.
Su casa de la infancia y la escuela secundaria fueron destruidos por el Huracán Katrina.

## Carrera universitaria
Jones se matriculó originalmente en una beca de pista en la Universidad del Sudeste de Luisiana en 2002, pero fue transferido a la Escuela de la División II Lane College en 2003. En el Lane College, Jones se convirtió en tres veces jugador de la All-Southern Intercollegiate Athletic Conference (SIAC) en sus temporadas de segundo, tercer y cuarto año, así como un excelente retornador. Jacoby es miembro de Omega Psi Phi Fraternity.

## Carrera profesional
| Ht                               | Wt     | 40-yd dash | 10-yd split | 20-yd split | 20-ss  | 3-cone | Vert jump | Broad      |
| -------------------------------- | ------ | ---------- | ----------- | ----------- | ------ | ------ | --------- | ---------- |
| 6 ft 3 in                        | 210 lb | 4.50 s     | 1.52 s      | 2.58 s      | 4.31 s | 7.03 s | 34 in     | 10 ft 9 in |
| Todos los valores de NFL Combine |        |            |             |             |        |        |           |            |

### Houston Texans

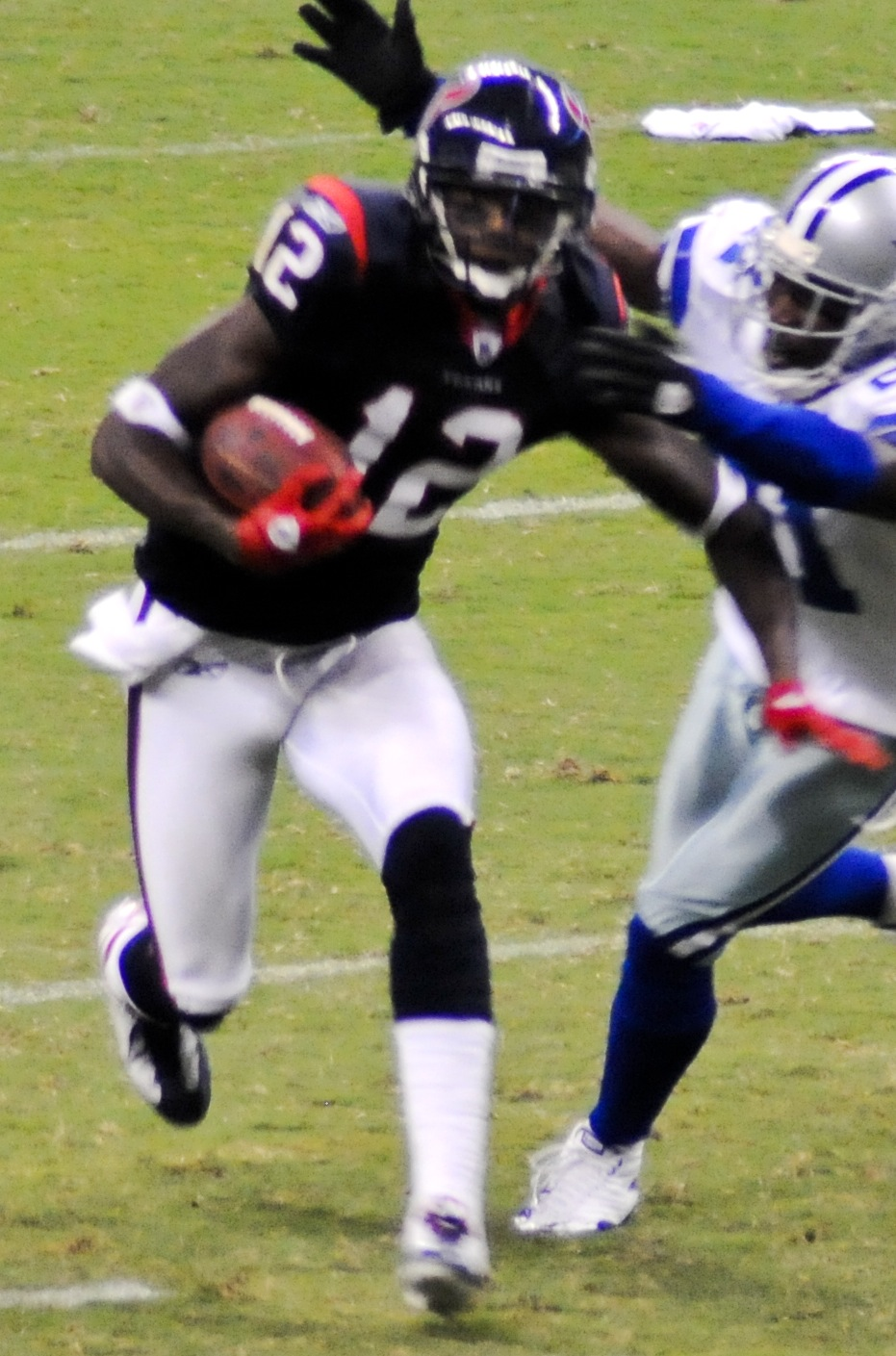
Jones mientras jugó para los Texans en 2010.

Jones fue reclutado por los Houston Texans en la 3ª ronda (73.ª general) del Draft de la NFL 2007. Su primera recepción de touchdown fue contra los Tennessee Titans en la semana 2 de la temporada 2009. También devolvió un punt para una cuenta de 70 yardas contra los Miami Dolphins en la semana 6 de la temporada 2008. Jones siguió siendo relativamente valioso como un receptor y un regreso, aunque a veces luchaba con gotas.
El 15 de enero de 2012, en el juego de la 2011 AFC Divisional Playoff contra los Baltimore Ravens, Jones sofocó un punt que contribuyó a la derrota de los Texans. Fue arrastrado por Cary Williams y la pelota fue recuperada dentro de la línea 5 yardas de Texans por Jimmy Smith.
El 1 de mayo de 2012, Jones fue sacado de los Texans.

### Baltimore Ravens

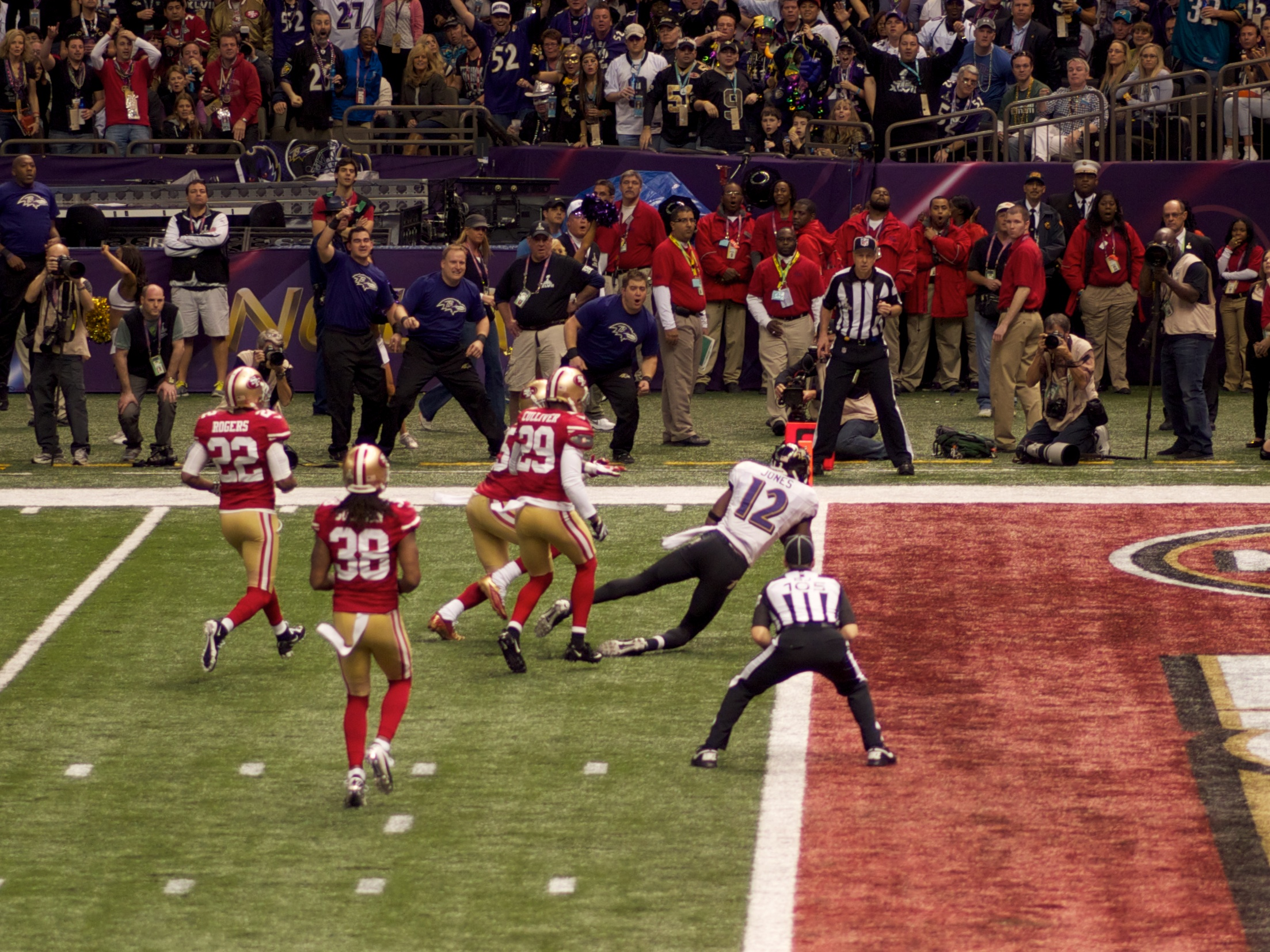
Jones anotó un touchdown durante el segundo cuarto del Super Bowl XLVII.

El 8 de mayo de 2012, Jones firmó un acuerdo de dos años y $7 millones con los Baltimore Ravens.
El 14 de octubre de 2012, Jones regresó una patada inicial para 108 yardas y un touchdown en una victoria contra los Dallas Cowboys, empatando un récord de la NFL para el retroceso más largo. El 11 de noviembre de 2012, Jones regresó un saque inicial para 105 yardas en la victoria 55-20 de los Ravens sobre Oakland Raiders, convirtiéndose en el primer jugador en devolver dos patadas por 105 yardas o más en una temporada.El 18 de noviembre de 2012, en un partido de división contra el rival Pittsburgh Steelers, Jones devolvió una patada de despeje de 63 yardas para un touchdown, ayudando a los Ravens ganar el juego 13-10. Fue la primera vez que los Ravens devolvieron una patada de despeje para un touchdown contra los Steelers.
Jones fue nombrado para su primer Pro Bowl como un retornador para la lista de AFC y fue seleccionado para el equipo All-Pro de 2012. El 12 de enero de 2013, en el partido de la AFC Divisional Playoff contra los Denver Broncos, los Ravens estaban abajo con 35-28 y tenía una última oportunidad de empatar el juego. En la 3º posición y 3º de la línea de 30 yardas de los Ravens, Jones atrapó un pase de touchdown de 70 yardas de Joe Flacco con 31 segundos restantes. El juego, llamada «Rocky Mountain Rainbow» y la «Mile High Miracle», empató el partido a los 35 y precedió a una victoria de 38-35 en tiempo extra para los Ravens.
En el Super Bowl XLVII contra los San Francisco 49ers, Jones se convirtió en el primer jugador en anotar un touchdown de recepción y un touchdown en el mismo juego en la historia del Super Bowl. Con menos de dos minutos para jugar en el segundo cuarto, Jones sacó un pase de 56 yardas de Joe Flacco, eludiendo a dos defensores para anotar un touchdown. Jones luego regresó a la apertura de la segunda mitad para un touchdown de 109 yardas para la jugada más larga en el Super Bowl o la historia de la postemporada. Los Ravens ganaron el juego por un puntaje de 34-31, ganando a Jones su primer Super Bowl ring. Jones fue entonces el jugador en la cubierta de la edición XLVII del Super Bowl de Sports Illustrated.
Durante la temporada regular de 2013, Jones se lesionó en el juego de Kickoff en la semana 1, cuando su compañero de equipo Brynden Trawick se encontró con él durante un regreso de despeje. Jones no volvería hasta la semana 6 contra los Green Bay Packers, donde tuvo su primer touchdown de la temporada. En la Semana 13, el Día de Acción de Gracias contra los Pittsburgh Steelers, Jones regresó a una patada inicial que aparentemente iría para un touchdown, sin embargo el entrenador de los Steelers, Mike Tomlin, interrumpió su ruta «sin saberlo» de pie en el campo mientras miraba la pantalla grande en el M&T Bank Stadium. Los Ravens ganarían más adelante por una cuenta de 22-20. La próxima semana, en un partido nevado contra los Minnesota Vikings, Jones regresó una patada de salida 77 yardas para un touchdown en los dos minutos finales. Los Vikings responderían con otro touchdown con 45 segundos restantes, hasta que su compañero de equipo, Marlon Brown, anotara el touchdown con 4 segundos restantes, permitiendo a los Ravens ganar el juego 29-26. En la semana 15, los Ravens jugaron contra los Detroit Lions en Monday Night Football. En un crucial 3º y 15 con dos minutos en la regulación, Jones obtuvo un pase del mariscal Joe Flacco que fue bueno para el primer down. Poco después, el pateador de segundo año Justin Tucker, pateó un récord de carrera y un gol de campo récord del equipo de 61 yardas para la victoria 18-16. Jones tuvo 6 recepciones por 80 yardas ese juego.

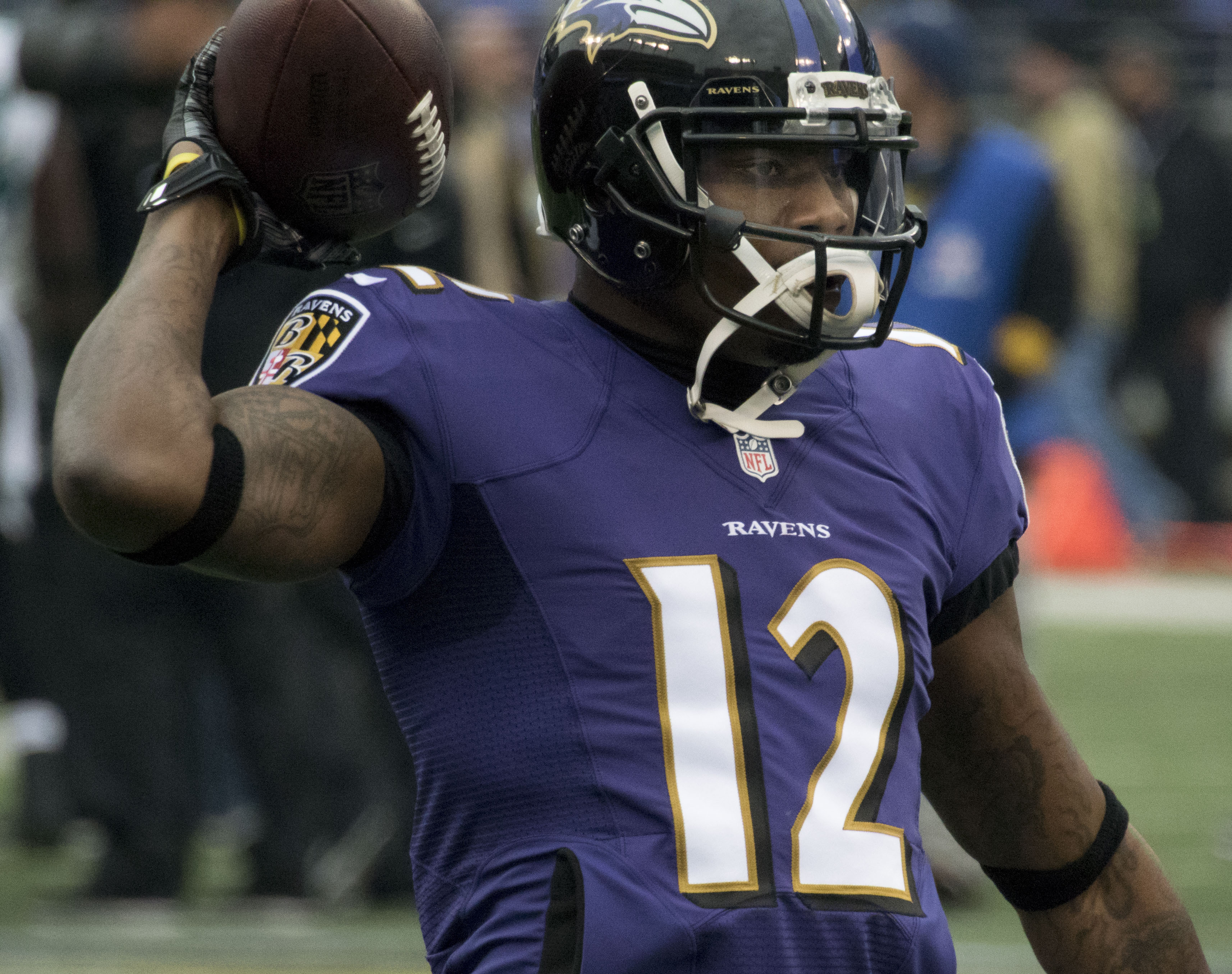
Jones en 2014.

Después de probar el mercado de agentes libres, el 12 de marzo de 2014, Jones decidió quedarse con los Baltimore Ravens y acordó un contrato de cuatro años y $12 millones con $4.5 millones garantizados.
Jones vio la productividad disminuida para la temporada 2014 y fue lanzado de los Baltimore Ravens el 25 de febrero de 2015. Se le debía 2,5 millones para la temporada 2015.

### San Diego Chargers
El 6 de marzo de 2015, Jones firmó con los San Diego Chargers. El contrato fue de 2 años, $5.5 millones con $1.6 millones garantizados y un bono de firma de $1.6 millones. Fue puesto en libertad el 3 de noviembre tras el enfrentamiento de la semana 8 contra los Ravens.

### Pittsburgh Steelers
Jones fue reclamado fuera de renuncias por los Pittsburgh Steelers el 5 de noviembre de 2015. Jones llevaba el número 13, ya que su número normal 12 fue extraoficialmente retirado para Terry Bradshaw. Después de tantear dos veces contra los Indianapolis Colts,  Jones fue degradado a backer de retroceso de respaldo y devolvedor de punteros de tercera cuerda en la carta de profundidad. Fue puesto en libertad el 1 de enero de 2016.
En cuatro partidos con los Steelers, Jones tuvo 6 devoluciones de despeje para 19 yardas y 9 vueltas de retroceso para 220 yardas.

### Monterrey Steel
El 13 de marzo de 2017, Jones firmó con los Monterrey Steel de la National Arena League (NAL). Jugó en 8 juegos para los Steel, atrapando 19 pases para 169 yardas y 1 touchdown. También devolvió 2 goles de campo para 71 yardas y 1 touchdown, mientras que también devolvió 12 puntapié para 223 yardas.
El 29 de septiembre de 2017, Jones firmó un contrato de un día con los Baltimore Ravens para poder retirarse como miembro del equipo.

### Estadísticas de carrera
Estadísticas de recepción
| Año   | Equipo | Juegos | Recepciones | Blancos | Yardas | Yardas por recepción | Recepción más larga | Touchdowns | Primeros Downs | Fumbles | Fumbles perdidos |
| ----- | ------ | ------ | ----------- | ------- | ------ | -------------------- | ------------------- | ---------- | -------------- | ------- | ---------------- |
| 2007  | HOU    | 14     | 15          | 27      | 149    | 9.9                  | 26                  | 0          | 9              | 1       | 1                |
| 2008  | HOU    | 16     | 3           | 5       | 81     | 27.0                 | 45                  | 0          | 2              | 0       | 0                |
| 2009  | HOU    | 14     | 27          | 40      | 437    | 16.2                 | 45                  | 6          | 19             | 0       | 0                |
| 2010  | HOU    | 15     | 51          | 79      | 562    | 11.0                 | 47                  | 3          | 31             | 1       | 0                |
| 2011  | HOU    | 16     | 31          | 64      | 512    | 16.5                 | 80                  | 2          | 23             | 0       | 0                |
| 2012  | BAL    | 16     | 30          | 54      | 406    | 13.5                 | 47                  | 1          | 16             | 0       | 0                |
| 2013  | BAL    | 12     | 37          | 66      | 455    | 12.3                 | 66                  | 2          | 21             | 0       | 0                |
| 2014  | BAL    | 16     | 9           | 18      | 131    | 14.6                 | 31                  | 0          | 6              | 0       | 0                |
| 2015  | SD     |        |             |         |        |                      |                     |            |                |         |                  |
| 2015  | PIT    |        |             |         |        |                      |                     |            |                |         |                  |
| Total | Total  | 119    | 203         | 353     | 2,733  | 13.5                 | 80                  | 14         | 127            | 2       | 1                |

Estadísticas de recepción
| Año   | Equipo | Juegos | Intentos de devolución de punt | Yardas de devolución de punt | Retorno por touchdown de punts | Justos atrapados de punts | Retorno más largo de punt | Devolución de lanzamiento de saque | Yardas de regreso de saque | Regreso por Touchdown de saque | Justos atrapados de saque | Retorno de saque más largo |
| ----- | ------ | ------ | ------------------------------ | ---------------------------- | ------------------------------ | ------------------------- | ------------------------- | ---------------------------------- | -------------------------- | ------------------------------ | ------------------------- | -------------------------- |
| 2007  | HOU    | 14     | 30                             | 286                          | 0                              | 7                         | 74                        | 4                                  | 78                         | 0                              | 0                         | 23                         |
| 2008  | HOU    | 16     | 32                             | 386                          | 2                              | 17                        | 73                        | 13                                 | 280                        | 0                              | 0                         | 30                         |
| 2009  | HOU    | 14     | 39                             | 426                          | 0                              | 14                        | 62                        | 24                                 | 638                        | 1                              | 0                         | 95                         |
| 2010  | HOU    | 15     | 29                             | 204                          | 0                              | 15                        | 39                        | 23                                 | 494                        | 0                              | 0                         | 35                         |
| 2011  | HOU    | 16     | 49                             | 518                          | 1                              | 7                         | 79                        | 0                                  | 0                          | 0                              | 0                         | 0                          |
| 2012  | BAL    | 16     | 37                             | 341                          | 1                              | 16                        | 63                        | 38                                 | 1,167                      | 2                              | 0                         | 108                        |
| 2013  | BAL    | 12     | 19                             | 237                          | 0                              | 2                         | 37                        | 31                                 | 892                        | 1                              | 0                         | 77                         |
| 2014  | BAL    | 16     | 30                             | 275                          | 0                              | 17                        | 45                        | 32                                 | 978                        | 1                              | 0                         | 108                        |
| Total | Total  | 119    | 265                            | 2,674                        | 4                              | 95                        | 79                        | 165                                | 4,527                      | 5                              | 0                         | 108                        |

## Récords

### Récords de la NFL
- Retorno de patada más largo en un Super Bowl (108)
- Juego más largo en un Super Bowl (108)
- La mayoría de los usos de yardas en un Super Bowl (288)

### Récords de franquicia de los Texans
- La mayoría de los retornos en una sola temporada: 49 (2011)[23]
- La mayoría de los yardas del regreso del punt en una sola temporada: 518 (2011)[23]
- La mayoría de los touchdowns de vuelta de punt en una sola temporada: 2 (2008)[23]
- La mayoría de los retornos punt de carrera (179)[23]
- La mayoría de los touchdowns de vuelta de punt de carrera (3)[23]
- La mayoría de los yardas de devolución (1,820)[23]
- La mayoría de yardas profesionales (5,091)[23]

### Récords de franquicia de los Ravens
- La mayoría de los touchdowns de regreso de inicio de carrera (4)[24]
- La mayoría de los touchdowns de regreso en una sola temporada: 2 (2012)[24]
- Retorno de patada de salida más largo: 108 (vs Dallas Cowboys, vs Pittsburgh Steelers y vs San Francisco 49ers)[24]

## Entrenador
Jones regresó a su alma mater como entrenador de wide receivers con los Lane Dragons el 16 de enero de 2018. Luego de dos temporadas con los Dragons, regresó a Baltimore para ocupar el mismo puesto con Calvert Hall College High School el 6 de octubre de 2020. Jones luego sería entrenador de tight ends de los Morgan State Bears, donde logró que uno de sus jugadores fuera seleccionado al equipo All-Conference y como el segundo mejor tight end novato de la temporada. En 2022 Jones pasaría a ocupar el puesto de entrenador de wide receivers  con Alabama State Hornets.

## Dancing with the Stars
El 24 de febrero de 2013, Jones fue la primera estrella anunciada en la temporada 16 del programa de baile Dancing with the Stars. Él fue emparejado con la bailarina profesional y ganadora de la temporada 13, Karina Smirnoff. Ellos llegaron a la final, quedando en el tercer puesto.
| Semana        | Baile / Canción                                  | Puntajes de los jueces   | Puntajes de los jueces   | Puntajes de los jueces   | Resultado        |
| Semana        | Baile / Canción                                  | C.I                      | L.G.                     | B.T.                     | Resultado        |
| ------------- | ------------------------------------------------ | ------------------------ | ------------------------ | ------------------------ | ---------------- |
| 1             | Chachachá / «Good Feeling»                       | 7                        | 6                        | 7                        | Sin eliminación  |
| 2             | Jazz / «Five Guys Named Moe»                     | 8                        | 7                        | 8                        | Salvados         |
| 3             | Grupo de graduación / «The Rockafeller Skank»    | Ganaron 2 puntos extras  | Ganaron 2 puntos extras  | Ganaron 2 puntos extras  | Salvados         |
| 3             | Rumba / «Stay»                                   | 8                        | 8                        | 8                        | Salvados         |
| 4             | Foxtrot / «Watching You»                         | 8                        | 8                        | 8                        | Salvados         |
| 5             | Jive / «Long Tall Sally»                         | 9                        | 8                        | 9                        | Salvados         |
| 6             | Quickstep / «For Once in My Life»                | 8                        | 7                        | 8                        | Salvados         |
| 6             | Equipo Pasodoble / «Higher Ground»               | 7                        | 8                        | 7                        | Salvados         |
| 7             | Salsa / «Danza Kuduro»                           | 9                        | 9                        | 9                        | Salvados         |
| 7             | Duelo de Jive / «Good Golly Miss Molly»          | No ganaron puntos extras | No ganaron puntos extras | No ganaron puntos extras | Salvados         |
| 8             | Vals vienés / «It's a Man's, Man's, Man's World» | 9                        | 9                        | 9                        | Últimos salvados |
| 8             | Pasodoble en trío / «La Virgen de la Macarena»   | 8                        | 9                        | 8                        | Últimos salvados |
| 9 (Semifinal) | Tango argentino / «Concierto Para Quinteto»      | 10                       | 10                       | 10                       | Salvados         |
| 9 (Semifinal) | Lindy hop / «Ding Dong Daddy of the D-Car Line»  | 10                       | 9                        | 10                       | Salvados         |
| 10 (Final)    | Jive / «Shake It»                                | 9                        | 9                        | 9                        | Salvados         |
| 10 (Final)    | Chachachá relay / «Treasure»                     | Ganaron 2 puntos extras  | Ganaron 2 puntos extras  | Ganaron 2 puntos extras  | Salvados         |
| 10 (Final)    | Freestyle / «Can't Hold Us»                      | 9                        | 9                        | 9                        | Salvados         |
| 10 (Final)    | Salsa instantánea / «Aguanile»                   | 10                       | 10                       | 10                       | Tercer puesto    |

## Vida personal
En las primeras horas de la mañana del 23 de septiembre de 2013, Jones fue golpeado en la cabeza por una botella de champán; supuestamente golpeado por una estríper mientras estaba en un autobús de fiesta con Bryant McKinnie y sus amigos.
Durante el fin de semana del Memorial Day de 2014, tres jugadores de Baltimore Ravens, incluyendo a Jacoby Jones, fueron sacados de un club nocturno de Ocean City, Maryland. Informes del estado de Jones, Bernard Pierce y Jimmy Smith fueron invitados a salir de una incapacidad para «mantener su compostura».
El 23 de septiembre de 2009, Jones se declaró culpable en un tribunal de Texas por un arresto de DUI en marzo de 2008 en Houston, Texas.
Jones murió en su casa de Nueva Orleans, Louisiana, el 14 de julio de 2024, a la edad de 40 años.